# LAE J095950.99+021219.1
LAE J095950.99+021219.1 (soprannominata Bogwiggit) è una delle più distanti galassie fino ad ora scoperte, di grande importanza scientifica perché ha rivelato molti preziosi dettagli sull'universo ai suoi inizi e sull'emergere delle prime stelle.

La luce di LAE J095950.99+021219.1 ha percorso poco meno di 13 miliardi di anni luce per giungere sino a noi (circa 3,98 miliardi di parsec) ed è annoverata nella lista dei dieci oggetti astronomici più distanti dell'universo. È una cosiddetta galassia Lyman-alpha emitter.

## La scoperta
LAE J095950.99+021219.1 è stata scoperta nell'estate del 2012 grazie ad osservazioni effettuate utilizzando i Telescopi Magellano presso l'Osservatorio di Las Campanas in Cile.

## Caratteristiche
LAE J095950.99+021219.1 ha un redshift di z = 6,944. La sua luce risulta 2-3 volte più debole di quella delle altre galassie Lyman-alpha.